# Synodites alpigenator
Synodites alpigenator är en stekelart som beskrevs av Aubert 1998. Synodites alpigenator ingår i släktet Synodites och familjen brokparasitsteklar. Inga underarter finns listade i Catalogue of Life.